# Niszczyciele typu Vouga
Niszczyciele typu Vouga, określane też jako typ Douro lub Lima – seria siedmiu niszczycieli zbudowanych dla marynarki portugalskiej według projektu brytyjskiego przed II wojną światową. Dwa z nich sprzedano następnie Kolumbii.

## Projekt i budowa
17 lipca 1930 roku minister marynarki Portugalii zatwierdził dziesięcioletni program rozbudowy marynarki wojennej w celu zastąpienia posiadanych przestarzałych okrętów wywodzących się z I wojny światowej. Między innymi, program ten zakładał początkowo budowę sześciu, a następnie siedmiu niszczycieli. Z uwagi na brak doświadczenia w projektowaniu stoczni portugalskich, w poszukiwaniu prototypu zwrócono się do brytyjskiego przemysłu okrętowego, który dostarczał już wcześniej okręty Portugalii i był liderem na świecie w tej dziedzinie. Niszczyciel dla Portugalii zaprojektowała stocznia Yarrow Shipbuilders w Scotstoun (część Glasgow), bazując na swoim niszczycielu „Ambuscade”, powstałym w połowie lat 20. na konkurs dla brytyjskiej marynarki Royal Navy. Ostatecznie Wielka Brytania wybrała jednak jako prototyp swoich standardowych niszczycieli konkurencyjny projekt stoczni Thornycroft. Stocznia Yarrow osiągnęła mimo to pewne sukcesy w promowaniu swojej konstrukcji za granicą, sprzedając projekt Holandii i Portugalii. Budowę dwóch pierwszych niszczycieli, które otrzymały nazwy „Vouga” i „Lima”, zlecono w całości stoczni Yarrow, natomiast budowę trzech dalszych powierzono we współpracy z firmą Yarrow i pod jej nadzorem portugalskiej stoczni państwowej – arsenałowi marynarki w Lizbonie (Arsenal Naval do Lisboa). Siłownie (maszyny i kotły) dla nich dostarczała firma Yarrow, nosiły one też jej dalsze numery budowy.
Stępkę pod budowę pierwszych okrętów „Vouga” i „Lima” położono w stoczni Yarrow w 1931 roku, pod numerami budowy 1624 i 1625, a wodowano je w styczniu i maju 1933 roku. Stępki pod budowę kolejnej pary „Tejo” i „Douro” położono w Lizbonie w 1932 roku, lecz budowano je szybciej i kadłuby wodowano w maju i listopadzie 1933 roku. W 1933 roku położono stępkę pod budowę piątego okrętu „Dão”. W międzyczasie jednak podjęto decyzję o sprzedaży dwóch pierwszych budowanych w Portugalii niszczycieli Kolumbii, która poszukiwała okrętów w związku z wojną z Peru, do czego doszło po ich ukończeniu w 1934 roku. Dlatego w maju 1934 roku rząd Portugalii zdecydował o zamówieniu jeszcze pary okrętów w zamian za sprzedane, które otrzymały takie same nazwy „Tejo” i „Douro”. Wszystkie okręty otrzymały nazwy portugalskich rzek, podobnie jak wcześniejsze niszczyciele tego kraju. Zrezygnowano natomiast z budowy pierwotnie przewidzianych dalszych dwóch niszczycieli dla Portugalii. Typ ten określany jest od pierwszego budowanego i zarazem pierwszego ukończonego okrętu jako Vouga, jednakże w literaturze spotykane jest też określenie go jako Douro lub sporadycznie Lima.

## Okręty
Dane:
| Nazwa                | stocznia | nr budowy | położenie stępki | wodowanie    | ukończenie   | los                |
| -------------------- | -------- | --------- | ---------------- | ------------ | ------------ | ------------------ |
| Vouga                | Yarrow   | 1624      | 1931             | 25. 01. 1933 | 24. 06. 1933 |                    |
| Lima                 | Yarrow   | 1625      | 16. 01. 1931     | 29. 05. 1933 | 12. 10. 1933 |                    |
| Caldas (ex Tejo)     | Lizbona  | 1626      | 1932             | 10. 05. 1933 | 24. 02. 1934 | sprzedany Kolumbii |
| Antioquia (ex Douro) | Lizbona  | 1627      | 09. 06. 1932     | 18. 11. 1933 | 16. 05. 1934 | sprzedany Kolumbii |
| Dão                  | Lizbona  | 1635      | 1933             | 28. 07. 1934 | 05. 01. 1935 |                    |
| Tejo                 | Lizbona  | 1654      | 1934             | 04. 05. 1935 | 12. 10. 1935 |                    |
| Douro                | Lizbona  | 1655      | 03. 08. 1934     | 16. 08. 1935 | 11. 02.1936  |                    |

## Opis
Okręty stanowiły niszczyciele średniej wielkości. Ich sylwetka była klasyczna – typowa dla brytyjskich niszczycieli okresu międzywojennego, z uskokiem pokładu dziobowego w ⅓ długości kadłuba, artylerią główną w postaci czterech dział umieszczonych w maskach ochronnych na dziobie i rufie w dwóch poziomach (superpozycji) oraz dwoma lekko pochylonymi kominami. Dziobnica była prosta, lekko wychylona. Od typowych brytyjskich niszczycieli odróżniała je natomiast forma rufy, przejęta z „Ambuscade” – nachylona do przodu zamiast prostopadłej.
Długość całkowita wynosiła 98,45 m (93,57 m między pionami), szerokość 9,45 metra i średnie zanurzenie 3,35 metra. Wysokość metacentryczna wynosiła 4,93 metra. Wyporność standardowa wynosiła 1219 ton, zaś pełna 1563 tony. Po modernizacji wyporność standardowa wzrosła do 1238 ton.
W chwili wejścia do służby etatowa załoga obejmowała 127 osób, natomiast później była zwiększana i w okresie II wojny światowej wynosiła od 163 do 179 osób jako stan normalny i 184 jako pełny. Kolumbijskie okręty miały załogę liczącą 147 osób, a po modernizacji 165 osób (12 oficerów).

### Uzbrojenie
Główne uzbrojenie artyleryjskie stanowiły cztery pojedyncze działa kalibru 120 mm (4,7 cala) Mk. G, o długości lufy L/50 (50 kalibrów), produkcji Vickers–Armstrong, osłonięte maskami ochronnymi. Były to brytyjskie działa eksportowego modelu, o dłuższej lufie i większej donośności od typowych brytyjskich Mk. IX L/45. Rozmieszczone były klasycznie: na pokładzie dziobowym i rufowym oraz nad nimi w superpozycji na nadbudówce dziobowej i rufowej. Zapas amunicji wynosił po 140 pocisków na działo, w dwóch komorach amunicyjnych, na dziobie i rufie. Działa te strzelały amunicją z pociskami o masie 22 kg i ładunkami miotającymi w łuskach (działa typu QF). Masa działa wynosiła 3396 kg (bez maski), a długość lufy 6000 mm. Prędkość wylotowa pocisku wynosiła 915 m/s, a maksymalna donośność 19 500 metrów przy kącie podniesienia lufy 45°.
Broń przeciwlotniczą stanowiły trzy pojedyncze automatyczne działka przeciwlotnicze Vickers kal. 40 mm L/39, z zapasem 1500 pocisków na lufę. Dwa umieszczone były na pokładzie nadbudówki rufowej (shelter deck) i jedno między kominami.  Strzelały pociskami o masie 0,916 kg. Masa działka wynosiła 279 kg, prędkość wylotowa pocisku 610 m/s, maksymalny kąt podniesienia lufy 85°, donośność maksymalna 7160 metrów, a pułap 4300 metrów.
Broń podwodną stanowiło przede wszystkim osiem wyrzutni torpedowych kal. 533 mm (21 cali) w dwóch poczwórnych aparatach w osi pokładu za śródokręciem. Uzbrojenie uzupełniały dwa miotacze bomb głębinowych z zapasem 12 bomb. Okręty również mogły przenosić 20 min morskich. 

### Napęd
Okręty napędzany był przez dwa zespoły turbin parowych systemu Parsonsa o łącznej mocy projektowej 33 000 KM. Składały się z turbin akcyjnych wysokiego ciśnienia oraz dwuprzepływowych turbin reakcyjnych niskiego ciśnienie. Sprzężone z nimi były również turbiny marszowe oraz stopień niskiego ciśnienia. Parę przegrzaną dostarczały trzy wodnorurkowe trójwalczakowe kotły Yarrow o ciśnieniu roboczym 27,2 at. Okręty miały dwa przedziały wodoszczelne kotłowni (dziobowy z dwoma kotłami), za nimi wspólny przedział maszynowni z turbinami, a dalej przedział przekładni redukcyjnych. Turbiny za pomocą przekładni redukcyjnych i wałów napędowych poruszały dwoma trójłopatowymi śrubami. 
Okręty mogły rozwijać prędkość maksymalną 36 węzłów. Na próbach przekraczały prędkość projektową („Vouga” – 36,55 w). Zasięg wynosił 3500 mil morskich przy prędkości 15 węzłów. Zapas paliwa płynnego wynosił 316 ton (według innych danych, od normalnego 296 ton do maksymalnego 345 ton).

### Wyposażenie
Okręty miały jeden reflektor na platformie na śródokręciu oraz dwa reflektory sygnalizacyjne na nadbudówce dziobowej. Wyposażone były m.in. w echosondę, system sygnalizacji podwodnej, żyrokompas i radiostację.
Do kierowania ogniem służyły między innymi dwa dalmierze Vickersa na dachu pomostu – 3-metrowy dla artylerii głównej i 4-metrowy dla artylerii przeciwlotniczej.
Okręty przenosiły dwie łodzie ratunkowe na lewej burcie na śródokręciu i kuter roboczy na prawej burcie, a także dwie tratwy na dachach osłony przeciwpodmuchowej dział.